# Orbital
Orbital — английская группа электронной музыки, созданная братьями Полом (р. 19 мая 1968) и Филом Хартноллами в 1987 году, образовалась в городке Севенокс в графстве Кент. Группа распалась в 2004 году (в 1-й раз), но за почти 20 лет своего существования успела произвести настоящий фурор в электронной музыке. Стилистика коллектива была достаточно разнообразной и в их творчестве можно было услышать элементы, присущие таким музыкальным направлениям, как IDM, эмбиент и техно и хаус. В 2009 Orbital объявили о воссоединении. В 2014 году во 2-й раз объявлено о распаде группы .
Однако, в 2017 году группа вновь воссоединилась и выпустила трек «Kinetic 2017», а затем «Copenhagen».

## Дискография

### Студийные альбомы
- Orbital (green album) (Сентябрь 1991) 1991 Yellow Album 1992 — Diversions
- Orbital 2 (Август 1993)
- Snivilisation (Август 1994)
- In Sides (Апрель 1996)
- The Middle of Nowhere (Апрель 1999)
- The Altogether (Май 2001)
- B-Sides (2002)
- Octane (2003)
- Blue Album (Июнь 2004)
- Wonky (1 апреля 2012)
- Monsters Exist (Сентябрь, 2018)
- Optical Delusion (17 февраля 2023)

### Саундтреки
- Satan (1997) саундтрек к фильму «Спаун» (совместно с Кирк Хэмметт)
- Event Horizon (Август 1997) саундтрек к фильму «Сквозь горизонт» (Совместно с Michael Kamen)
- Technologicque Park (2002) саундтрек к фильму «Три икса»
- Octane (Октябрь 2003) саундтрек к фильму «Октан» (Совместно с Simon Boswell)
- Halcyon + On + On (1995) саундтрек к фильму «Хакеры»
- The Saint (1997) саундтрек к фильму «Святой»
- Halcyon + On + On (1995) саундтрек к фильму «Смертельная битва»
- Belfast (1999) саундтрек к фильму «Human Traffic»
- Sad But True (1994) саундтрек к фильму «Джонни Мнемоник»
- Саундтрек к фильму «Дилер» (2012)

### Сборники
- Peel Session (Февраль 1994)
- Diversions (Март 1994)
- Satan Live (Январь 1994)
- Work 1989—2002 (Июнь 2002)
- Halcyon (Сентябрь 2005)
- Orbital: Live at Glastonbury 1994—2004 (Июнь 2007)
- Orbital 20 (Июнь 2009)

### Синглы/EPs
- Chime (1990)
- Omen (1990)
- III EP (1991)
- Midnight / Choice (1991)
- Mutations EP (1992)
- Radiccio EP (1992)
- Halcyon (1992)
- Lush (1993)
- Are We Here? EP (1994)
- Belfast (1995)
- Times Fly EP (1995)
- The Box EP (1996)
- Satan Live (1996)
- The Saint (1997)
- Style (1999)
- Nothing Left (1999)
- Beached (Совместно с Анджело Бадаламенти) (2000)
- Funny Break (One is Enough) (2001)
- Illuminate (Только на 12") (2001)
- Rest/Play EP (2002)
- One Perfect Sunrise / You Lot (2004)
- Don’t Stop Me / The Gun is Good (2010)
- New France EP (feat. Zola Jesus) (2012)
- Kinetic 2017 (2017)
- Copenhagen (2017)
- Tiny Foldable Cities (2018)
- P.H.U.K. (2018)
- The End Is Nigh (2018)
- Monsters Exist (2018)